# Maurice Garin
Maurice Garin (Arvier, 3 maart 1871 – Lens, 19 februari 1957) was een Franse wielrenner. Hij schreef in zijn carrière vele wielerklassiekers op zijn naam. Bekendheid verwierf hij echter vooral doordat hij in 1903 de winnaar werd van de eerste Ronde van Frankrijk ooit gehouden.

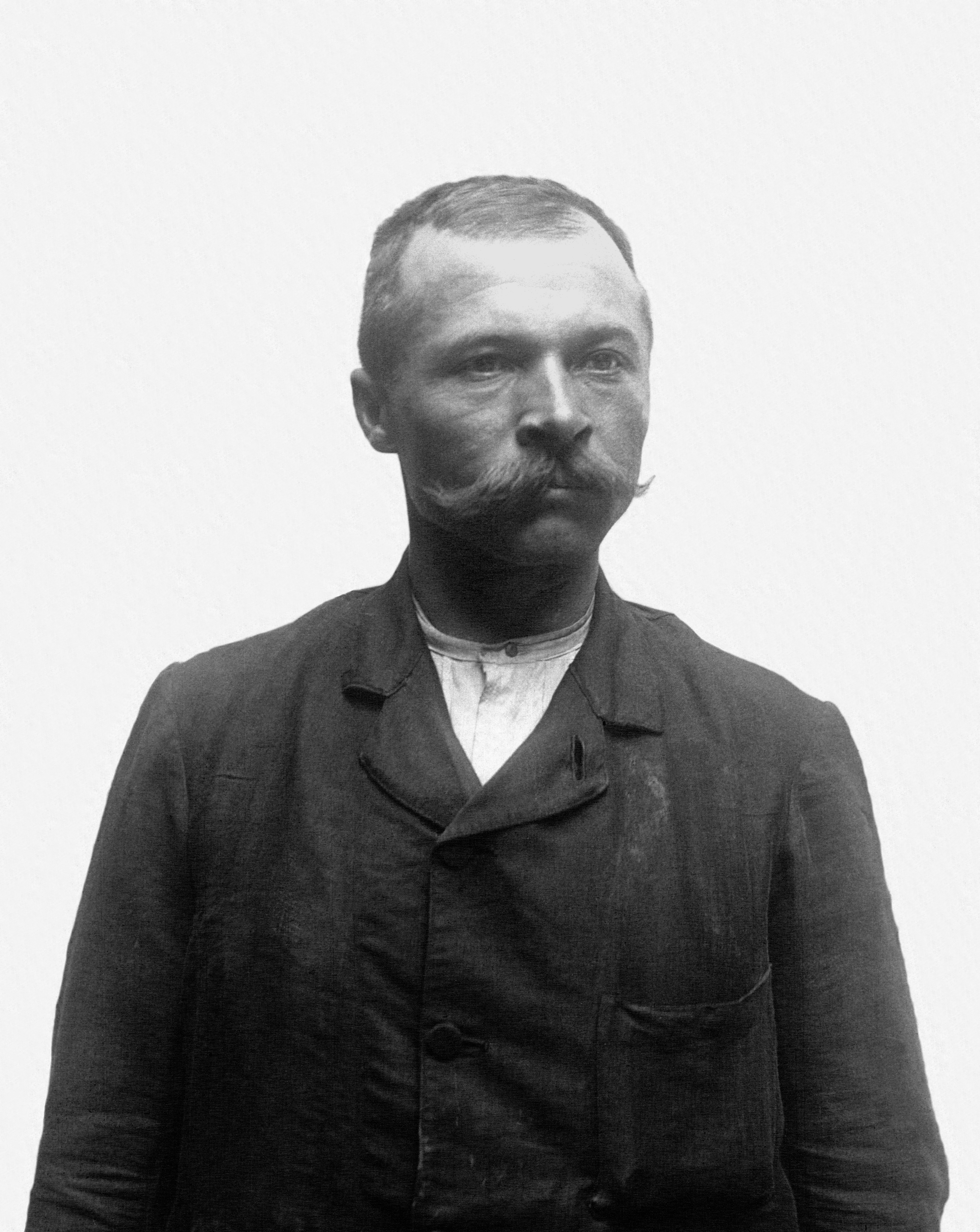
Maurice Garin

## Jeugdjaren
Garin werd geboren in Arvier, een klein plaatsje in Italië vlak bij de Franse grens, dat ongeveer 1250 inwoners telde. Garin had vier broers en vier zussen. Twee van zijn broers (de vier jaar jongere Ambroise en de acht jaar jongere César) zouden later ook verdienstelijke wielrenners worden.
Toen Maurice Garin veertien jaar oud was, verhuisde hij met zijn familie naar het Noord-Franse stadje Maubeuge, niet ver van de Belgische grens. Net als zijn vader ging hij daar werken als schoorsteenveger. Later zou dit feit, samen met zijn tengere postuur (ongeveer 1,63 meter lang en 61 kilo zwaar), hem de bijnaam De Kleine Schoorsteenveger opleveren. In 1901, verkreeg hij de Franse nationaliteit.

## Wielercarrière
In 1892 begon ook de wielercarrière van Maurice Garin, toen de secretaris van de wielerclub in Maubeuge Garin overhaalde om zich in te schrijven voor de regionale wedstrijd Maubeuge-Hirson-Maubeuge over ongeveer 200 kilometer. Garin eindigde als vijfde en besloot vaker aan wedstrijden deel te nemen. Al snel bleek dat Garin aanleg had: in 1893 won hij een wedstrijd over 800 kilometer in Parijs, in 1894 werd hij eerste in een 24-uurswedstrijd in Luik en in 1895 boekte hij een wereldrecord op 500 km weg met gangmaking.
In 1896 eindigde Maurice Garin derde in de eerste uitvoering van de wielerklassieker Parijs-Roubaix. Een jaar later schreef hij de wedstrijd op zijn naam, toen hij op de wielerpiste in Roubaix de Nederlander Mathieu Cordang voor kon blijven. In 1898 won Garin Parijs-Roubaix opnieuw. Na een solo kwam hij aan met ongeveer twintig minuten voorsprong. In 1901 won Maurice Garin de tweede uitvoering van de monsterrit Parijs-Brest-Parijs, die eens in de tien jaar werd verreden. Garin legde de 1208 kilometer af in 52 uur 11 minuten en 1 seconde en had aan de finish bijna twee uur voorsprong op de nummer twee.
Toen Henri Desgrange in 1903 de eerste Ronde van Frankrijk uitschreef, was Maurice Garin de eerste die zich aanmeldde. Hoewel hij als 32-jarige eigenlijk al in de herfst van zijn wielercarrière was, verscheen hij op 1 juli als de grote favoriet aan de start in Montgeron, een voorstadje van Parijs. Door winst in de eerste etappe, die over 467 kilometer naar Lyon ging, nam Garin direct de leiding in het algemeen klassement. Deze leidende positie zou hij niet meer afgeven. Door overwinningen in de vijfde (Bordeaux-Nantes over 425 kilometer) en de zesde etappe (de slotrit Nantes-Parijs over 471 kilometer) breidde Garin zijn voorsprong zelfs nog uit. In het eindklassement had hij bijna drie uur voorsprong op de nummer twee, Lucien Pothier. Sindsdien is het tijdsverschil tussen de nummers een en twee nooit meer groter geweest. Met zijn overwinning verdiende Garin 6000 francs, wat voor die tijd een aanzienlijk bedrag was.
Ook in 1904 verscheen Garin als grote favoriet aan de start. Opnieuw leek hij zijn favorietenrol met glans waar te maken: hij won, net als in 1903, de eerste etappe en behield de veroverde voorsprong tot in Parijs. De voorsprong op de nummer twee, Lucien Pothier, was weliswaar 'maar' 3 minuten en 28 seconden, maar daar stond tegenover dat Garin de 2428 kilometer ruim een uur sneller had afgelegd dan het jaar ervoor. Twee weken na de laatste etappe, wanneer normaal gesproken de einduitslag bekendgemaakt zou worden, gebeurde er echter niets. Pas op 2 december bleek waarom: Garin en de nummers twee, drie en vier van het eindklassement werden uit de uitslag geschrapt omdat zij delen van het parcours met de trein afgelegd zouden hebben. Garin, die de beschuldigingen altijd heeft ontkend, werd voor twee jaar geschorst. Hoewel hij in 1905 nog deelnam aan een enkele koers, betekende deze schorsing feitelijk het einde van zijn wielercarrière.

## Na zijn wielercarrière
In 1902 was Garin naar Lens verhuisd. Hier kocht hij van het geld dat hij met wielrennen verdiend had een garage met tankstation, die hij vervolgens gedurende lange tijd exploiteerde. Tot op hoge leeftijd bleef hij dagelijks fietstochten maken. Op 7 juli 1954 was er een gala-avond voorafgaand aan de start van de Tour de France in Amsterdam (de eerste "Grand Départ" buiten Frankrijk). Hier reed
Garin nog een ereronde.
Garin overleed op 85-jarige leeftijd in Lens. Ter gelegenheid van het eeuwfeest van de Ronde van Frankrijk besloot het stadsbestuur van Maubeuge in 2003 hem te eren door een straat naar hem te noemen.

## Belangrijkste overwinningen en ereplaatsen
1893
- Dinant-Namur-Dinant

1894
- 4e Luik-Bastenaken-Luik

1895
- Guingamp-Morlaix-Guingamp

1896
- Luik-Thuin
- 3e Parijs-Roubaix
- Parijs-Le Mans
- Parijs-Mons

1897
- Parijs-Roubaix
- Parijs-Royan
- Tourcoing-Béthune-Tourcoing
- Parijs-Cabourg

1898
- Parijs-Roubaix
- Tourcoing-Béthune-Tourcoing

1900
- 2e Bordeaux-Parijs
- 3 Parijs-Roubaix

1901
- Parijs-Brest-Parijs

1902
- Bordeaux-Parijs

1903
- 1e etappe Ronde van Frankrijk
- 5e etappe Ronde van Frankrijk
- 6e etappe Ronde van Frankrijk

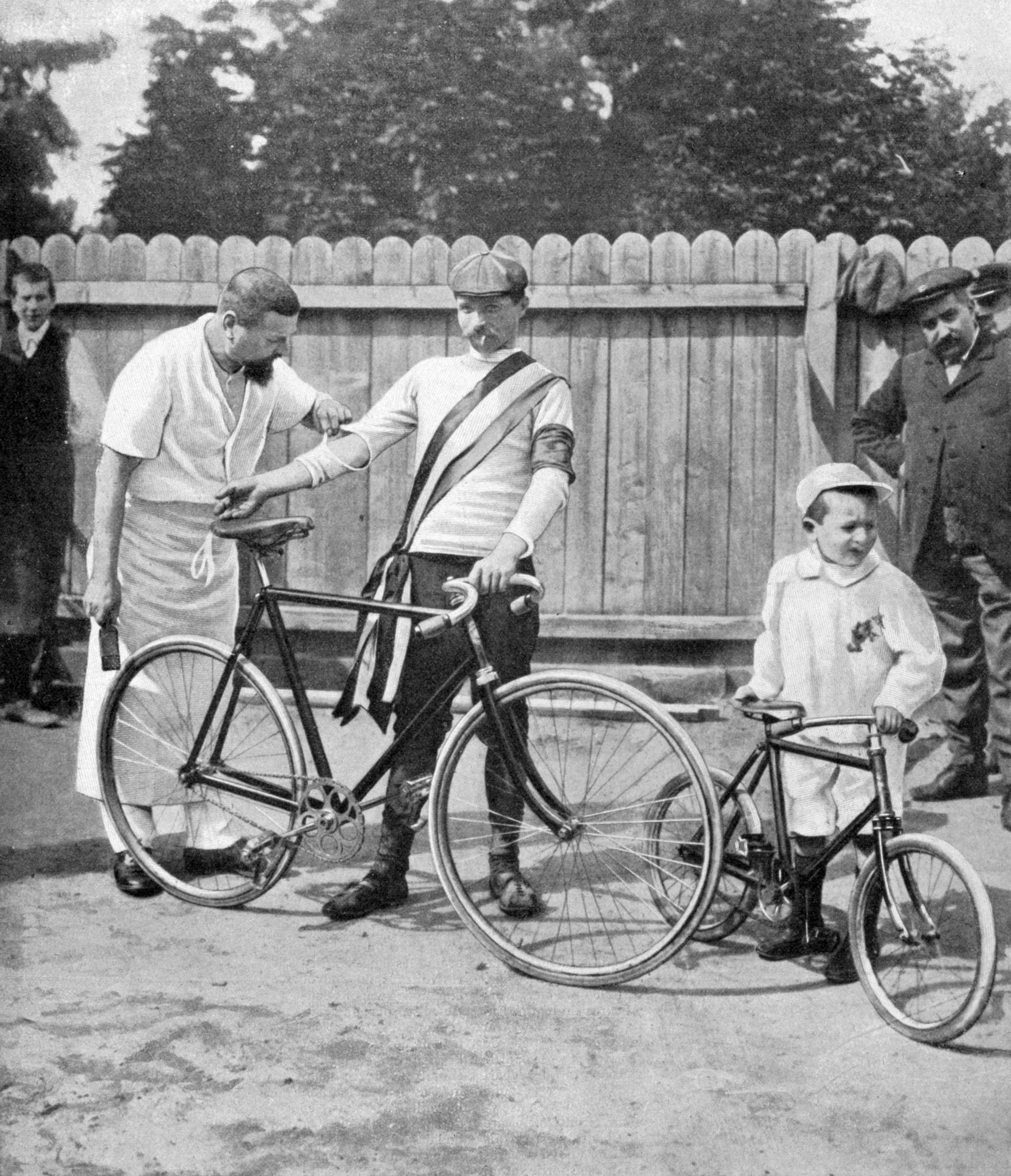
Maurice Garin als winnaar van de Ronde van Frankrijk 1903 met masseur en zoon

- Eindklassement Ronde van Frankrijk
- Bordeaux-Parijs

## Resultaten in voornaamste wedstrijden
| Jaar | Ronde van Italië | Ronde van Frankrijk | Ronde van Spanje |
| ---- | ---------------- | ------------------- | ---------------- |
| 1896 |                  |                     |                  |
| 1897 |                  |                     |                  |
| 1898 |                  |                     |                  |
| 1900 |                  |                     |                  |
| 1903 |                  | ↑ (3)               |                  |
| 1904 |                  | uitgesloten         |                  |

| Jaar | Parijs-Roubaix |
| ---- | -------------- |
| 1896 | ↑              |
| 1897 | ↑              |
| 1898 | ↑              |
| 1900 | ↑              |
| 1903 |                |
| 1904 |                |

## Trivia
- Wielerhistoricus Franco Cuaz ontdekte in 2010 in de gemeentelijke archieven van Châlons-sur-Marne dat Maurice Garin pas op 21 december 1901 de Franse nationaliteit verkreeg. Dat betekent dat hij in theorie de eerste Italiaan is die Parijs-Roubaix op zijn naam schreef en niet Giulio Rossi in 1937.

- Bibliothèque nationale de France: cb149776780 (data)
- Virtual International Authority File: 316443491